# Artifizialismus (Kunst)
Der Begriff Artifizialismus bezeichnet eine avantgardistische Strömung der bildenden Kunst in Tschechien.
Jindřich Štyrský und Toyen proklamieren ihn erstmals während eines Parisaufenthalts. Im Jahre 1927 wird das von beiden Künstlern unterzeichnete Manifest des Artifizialismus in der Zeitschrift ReD abgedruckt. Sie treten darin für eine Umformulierung poetistischer Grundprinzipien auf dem Gebiet der bildenden Kunst ein und fordern die Identifizierung des Malers mit dem Dichter: „Artificielismus je ztotožněním malíře a básníka.“ Dabei soll es nicht zu einer Fusion der Genres kommen, sondern zu einer neuen ästhetischen Wahrnehmung, einem neuen Verständnis der Malerei als Farbgedicht, dem literarische und figurative Kunst fernliegen. Das artifizialistische Bild lässt sich als lyrisch beschreiben. Es wendet sich durch seine farbige Struktur an den Rezipienten, will ihn aus dem Kreislauf der gewöhnlichen Vorstellung herausreißen. Dabei soll er sich weder im Bild wiederfinden, noch informiert oder gar erzogen werden.
Ziel ist es, beim Betrachten eine Emotion hervorzurufen. Deshalb gibt der Dichter Form und Farbe eine Gefühlsvorstellung. Er löst sich dabei völlig vom Gegenständlichen und ersetzt das konkrete Objekt durch eine emotionale Beziehung. Der Artifizialist arbeitet nicht mit der Realität. Ihn lockt die Poesie, welche die Lücken zwischen den realen Räumen ausfüllt, und die Leere, welche die Realität ausstrahlt. Es werden einzig die Zwischenräume des Gegenständlichen gezeigt. Diese werden oft durch flächige Distanzen ersetzt, die die Formen gerade durch ihre Größe miteinander verbinden sollen. Dadurch entstehen künstliche, von der Wirklichkeit unabhängige Strukturen. Das artifizialistische Bild ist in Zeit, Ort und Raum nicht an die Wirklichkeit gebunden. František Šmejkal spricht gar von einem Verlust der räumlichen Beziehungen zur Zeit. Aus der Unabhängigkeit von der Wirklichkeit soll sich jedoch nicht die Verneinung ihrer Existenz ergeben. Es gilt, nach einem Maximum an Imagination zu streben. Die Erinnerung wird als eine Fortsetzung von Wahrnehmung gesehen und Erinnerungen an Erinnerungen als Erfahrung. Es handelt sich dabei laut Jan Mukařovský um die geistige Bemühung einer kritischen Überprüfung des sich der Realität nähernden Weges.
Das bildnerisch künstlerische Resultat dieser Grundsätze ist die Verweigerung der geometrischen Komposition und ein fast nachlässiger Umgang mit der Farbe. Es werden Farbgedichte geschaffen, in denen sich Form und Linie verlieren. Sie leben einzig von Nuancen. Der so entstehende experimentelle Charakter des Artifizialismus führt dazu, dass sich die Werke dieser Phase der beiden Hauptvertreter nicht unbedingt durch eine einheitliche formale Struktur auszeichnen.
Karel Teige bezeichnet die Artifizialisten als Hoffnung der „gelangweilten, tschechischen bildenden Kunst“. Er erwartet sich von ihrem Experimentalismus ein poetisches Aufblühen, weil sie mit ihren Werken endlich Originale schaffen und nicht bloße Übersetzungen europäischer Formen ins Tschechische. Šmejkal sieht den Artifizialismus als Resultat der Verbindung zweier entgegengesetzter Richtungen – der Entwicklung hin zur nicht-gegenständlichen Malerei (chromatischer Lyrismus) und der gleichzeitigen Vorwegnahme des Surrealismus (freie Assoziation als Methode der Bildgedichte). Philippe Soupault betrachtet 1927 den Artifizialismus als eigenständige, tschechische Variante der gegenständliche Malerei auf dem Niveau europäischer Avantgarden.